# نووا وس (ناحیه ستراکونیتسه)
نووا وس (ناحیه ستراکونیتسه) (به چکی: Nová Ves) یک منطقهٔ مسکونی در جمهوری چک است که در ناحیه ستراکونیتسه واقع شده‌است. نووا وس ۸٫۵۲ کیلومتر مربع مساحت و ۸۸ نفر جمعیت دارد و ۵۹۹ متر بالاتر از سطح دریا واقع شده‌است.